# Tetragonodes bahahoyata
Tetragonodes bahahoyata là một loài bướm đêm trong họ Geometridae.